# Beverly Hills Chihuahua 2
Beverly Hills Chihuahua 2 is een Amerikaanse familiefilm en is het vervolg op Beverly Hills Chihuahua.
De film draait om de honden Papi en Chloe (ingesproken door respectievelijk George Lopez en Odette Yustman), beide chihuahua's, die nu getrouwd zijn en vijf puppy's hebben.

## Rolverdeling
- Marcus Coloma - Sam Cortez
- Erin Cahill - Rachel Ashe
- Susan Blakely - Vivian Ashe
- Lupe Ontiveros - Mevrouw Cortez
- Rance Howard - Priester
- Elaine Hendrix - Colleen Mansfield
- Brian Stepanek - Mr. Kroop
- Phill Lewis -  Rechter McKible

### Stemmen
- George Lopez - Papi
- Odette Annable - Chloe (vermeld als Odette Yustman)
- Miguel Ferrer - Delgado
- Ernie Hudson - Pedro
- Zachary Gordon - Papi Jr.
- Chantilly Spalan - Rosa
- Emily Osment - Pep
- Madison Pettis - Lala